# Schapschal-Kamm
Der Schapschal-Kamm (russisch Шапшальский хребет, oder kurz: Schapschal Шапшал) ist ein Gebirgszug entlang der Grenze der russischen Republiken Altai und Tuwa im nordöstlichen Altaigebirge.
Der Schapschal-Kamm bildet die Wasserscheide zwischen Tschulyschman (im Einzugsgebiet des Ob) und Alasch und Chemtschik (im Einzugsgebiet des Jenissei). Der Gebirgszug hat eine Länge von etwa 130 km. Die maximale Höhe liegt bei 3507 m. Das Gebirge besteht hauptsächlich aus kristallinen Schiefern. Der südliche Teil ist stark gegliedert und weist alpinen Charakter auf. Der Gebirgszug ist nur gering vergletschert. Bergtundra ist vorherrschend. In einigen Flusstälern kommen Lärchenwälder vor.